# Sexstrejk

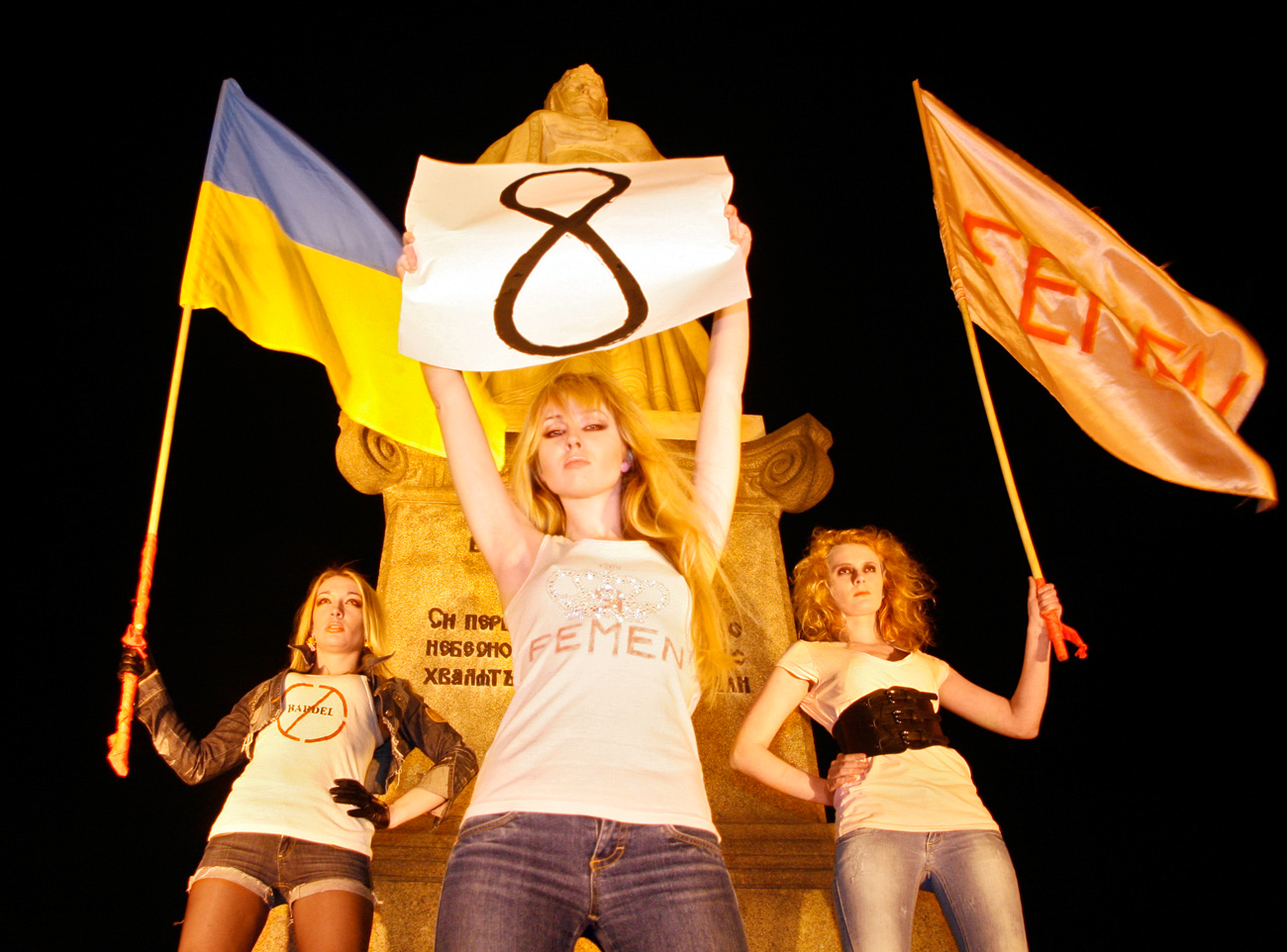
Ukrainska protestgruppen Femen utför en sexstrejk för att protestera mot sexuellt utnyttjande av kvinnor

En sexstrejk eller sexbojkott är en strejk och ett fredligt motstånd där en eller flera personer avstår från att ha sex med sina partners för att uppnå vissa mål. Det är en form av temporär sexuell återhållsamhet.
Sexstrejker har använts för att protestera mot många problem, från krig till gängvåld.

## Historia
Det mest kända exemplet på en sexstrejk inom konsten är den grekiska dramatikern Aristofanes pjäs Lysistrate, en antikrigskomedi. De kvinnliga karaktärerna i pjäsen, som leds av Lysistrate, avstår från att ha sex med sina makar som en del av deras strategi att få fred och ett slut på det peloponnesiska kriget.